# Jeanne-Mance Delisle
Pour les articles homonymes, voir Delisle.
Jeanne-Mance Delisle, née en 1939 à Barraute (Québec, Canada), est une auteure dramatique, romancière, poète et scénariste québécoise. Elle a notamment écrit des adaptations pour le théâtre et des nouvelles pour la télévision.

## Biographie
Jeanne-Mance Delisle est née à Barraute en Abitibi-Témiscamingue en 1939. Elle est la fille de Sébastien Delisle et Rolande Fiset. Elle est la dixième d’une famille de douze enfants. Elle a trois frères (Guy, Joseph, et Louis) et huit sœurs (Yvette, Gabrielle, Florence, Gilberte , Therese, Carmella, Edith, Rose-Alice.). Son père est originaire de Saint-Raymond de Portneuf. De plus, elle a quelques Hurons dans sa généalogie. En ce qui concerne sa formation scolaire, elle a été instruite et éduquée par ses grandes sœurs. Elle a aussi fréquenté l’école des sœurs. Elle a un conjoint et un fils.
Delisle est l'auteure de plusieurs monologues et de courtes pièces qui ne sont pas disponibles au CEAD. Cependant, il est possible d'avoir accès à ses ouvrages en demandant directement à l'auteure. Delisle a été membre du Théâtre de Coppe (1977-1986) et du Centre dramatique de Rouyn (CDR). En plus, elle y a animé un projet en art dramatique pour de jeunes élèves. D’ailleurs, le Théâtre de Coppe s’est consacré aux textes de Jeanne-Mance Delisle, ainsi qu’à la création collective en 1977. Puis, en ce qui concerne son passé professionnel, elle a travaillé à Hydro-Québec pendant 16 ans. Ensuite, Delisle a habité à Destor de 1975 à 2010 où elle a été conseillère municipale de 1986 à 1999 selon la présence de son nom dans les procès-verbaux du conseil municipal. Enfin, elle a aussi été responsable de la commission de l’aménagement et du territoire.

## Regards sur l'œuvre

### Processus de création
Elle a écrit surtout des drames, des comédies et des comédies dramatiques. Delisle s’inspire de la nature, de la rudesse du paysage abitibien et de la complexité des gens qui y vivent. Elle est fascinée par le primitif, car elle se questionne sur le mode de vie des premiers êtres humains. Fasciné par ce qui a été l'humain avant la constitution de la société et sa domestication, elle tend à illustrer la part sauvage, interdite et peu socialement acceptable de l'humain. La nature et la représentation animale sont très présentes dans son oeuvre, tout comme les grands schèmes de l'inconscient collectif et la quête du prospecteur. Ses personnages cherchent ce qui a été perdu ou ce qui manque. Le mythe du retour aux origines est la pierre angulaire de l'oeuvre de Jeanne-Mance Delisle. De plus, son processus de création peut être qualifié de désordonné. Pour Delisle, l’écriture théâtrale c’est l’art de dire la vérité.

### Symboles
L’image de l’oiseau est présente dans ses œuvres. Selon elle, il est léger et possède plusieurs attributs magnifiques et des qualités que l’humain n’a pas. Il représente l’absence de crainte. Le symbole de la tranche de steak dans Un oiseau vivant dans la gueule illustre l’amélioration du sort des personnages ou autrement dit l’ascendance d’un échelon de plus dans l’échelle sociale. Dans la même pièce, la description de processus de création d’écriture du personnage d’Hélène est une façon poétique d’expliquer le processus de Delisle. Dans Un reel, ben beau, ben triste, la tranche de baloney symbolise la pauvreté. Dans la même œuvre, les deux policiers représentent l’image violente du pouvoir. Dans Et l’or tomba dans le quartz du nord, l’or est un symbole de la quête de la beauté et de l’absolu. 

### Personnages
Ses personnages ne peuvent pas s'accomplir, car Delisle aime écrire sur les amours impossibles, les interdits, ce qui est hors-la-loi. Ses personnages sont en pleine passion, c’est pourquoi ils n’acceptent pas la solitude. Puis, ils sont à la recherche de l’absolu, sont très exigeants par rapport à eux-mêmes et aux autres. Ils ne peuvent pas être épanouis, car ils ont des rêves trop ambitieux. Puis, ils sont perturbés par l’éducation judéo-chrétienne, qui n’enseigne pas la base de l’éducation sexuelle et affective, alors ils ont des problèmes sexuels, affectifs et d’identité. De plus, ils ne sont pas libres au niveau de leur expression. Les personnages de Delisle rêvent souvent d’un ailleurs. Ils sont créés avec sa part de rêves et des rêves de ceux qui l’inspirent. Ils ont la nostalgie d’un événement futur. « Ils sont nostalgiques de ce qu’ils n’ont pas eu et ils ne peuvent peut-être pas mettre le doigt sur ce qui leur manque. » Enfin, ses personnages se racontent des histoires dans tous les sens du mot. Puis, pour décrire ses personnages, Jeanne-Mance Delisle les compare souvent avec les animaux, car la faune lui a appris beaucoup sur l’humain. Contrairement aux humains, les animaux se laissent observer. D’ailleurs, il y avait toujours des animaux sympathiques dans les histoires de son père.

## Œuvres

### Romans et nouvelles
- Ses cheveux comme le soir et sa robe écarlate, 1983, roman, Montréal : Éditions de la Pleine Lune,  (ISBN 2890240223)

Cette œuvre contribue à l’apport de la littérature érotique écrite par des femmes.
- Nouvelles d'Abitibi, 1991, nouvelles, Montréal : La Pleine Lune (ISBN 2-89406-187-0)

Ce recueil contient dix-huit nouvelles. Les nouvelles de ce recueil font découvrir et revivre des personnages que la légende et l’histoire avaient oubliés. Plusieurs personnages dont hommes et femmes, chercheurs d’or, braconniers, aventuriers et marginaux, font face à une nature rude qui donne aux passions et aux rêves des dimensions démesurées et parfois féroces.
- La bête rouge, 1996, roman, Montréal : La Pleine Lune (ISBN 2-89024-100-9) (OCLC 37654986)

Michel-Martial, un écrivain, ne s’est jamais questionné sur l’intérêt qu’il a pour la violence. Il pense que l’horreur ne l’intéresse que dans les livres. Toutefois, il rencontre Aldé Letendre qui n’a jamais pu, lui, se payer le luxe de la vertu. La vie paisible du romancier bascule alors dans le désordre. Un roman meurtrier où deux personnages se livrent un combat difficile qui fera tomber les masques de chacun.
- Et l'or tomba dans le quartz du nord, 2002, nouvelles, Montréal : La Pleine Lune (ISBN 2890241432)

Recueil contenant deux nouvelles. Ces nouvelles entraînent, les lecteurs et lectrices, sur les traces de deux prospecteurs. Jalonnant le territoire abitibien, ces titans au cœur fragile, passionnés et rebelles, martèlent la roche à la recherche de l’or et nous emportent dans la démesure de leur fabuleux rêve. Le personnage du gringo, dans la première nouvelle, va jusqu’en Amérique latine, mais le chemin qu’il prend le ramène en Abitibi. Il est en quête d’un signe du destin. Puis, dans la deuxième nouvelle, le personnage de Cham, l’indomptable géant, est un batailleur. Missionnaire, colonisateur, prospecteur, il parcourt le Nord, surmonte rivières et tempêtes. Aucune interdiction n’arrête ce prêtre bagarreur.
- Figures d'hiver dans Nos saisons, 2011, (recueil collectif), Rouyn-Noranda : Éditions de Quartz  (ISBN 9782924031001)

Ce recueil contient quatre textes signés Jeanne-Mance Delisle, Louise Desjardins, Louis Hamelin et Margot Lemire. Les auteurs ont été invités à partager leur vision métaphorique du pays à travers l’évocation d’une saison, à cause de leur solide ancrage dans le paysage abitibien.

### Pièces de théâtre
- Florence-Geneviève-Martha, 1972, drame[21], triple monologue, Montréal : Éditions de la Pleine lune  (ISBN 2890240088)

Ce triple monologue a été produit par le Centre dramatique de Rouyn en mars 1973. Il a été mis en scène par Réjean Roy et joué par une comédienne en mai 1973. Le monologue intitulé Florence a été joué sur les zones radiophoniques de Radio-Canada dans le cadre de « l’atelier des inédits » en 1979. Delisle a écrit Martha pour que Lucette Bouliane, une comédienne qu’elle connait, puisse le jouer au festival de l’A.C.T. A. D’ailleurs, Delisle a gagné. Résumé : Florence, qui communique assidûment par correspondance avec des inconnus de tous les horizons, est ébranlée par une lettre d’un Italien. Depuis, son quotidien lui apparaît morne. De son côté, Geneviève a trente ans. Un soir d'anniversaire, elle se retrouve seule et remet en question l’amour confortable et ennuyeux dans lequel elle se vautre depuis cinq ans. Puis, Martha, déçue de ne pas avoir réussi à conquérir l’amour de son père et de l’hypocrisie des gens qui l’entourent, se réfugie dans la vie de bordel. Elle cherche à démasquer la lâcheté, le mensonge, la morbide résignation du monde.
- Un rire oublié[10], 1979

Cette pièce était une commande du ministère de l’Éducation du Québec. Elle a été présentée par le Théâtre de Coppe en 1979 et reprise en 1980.
- La Mémoire d'or, 1980, drame[22]

Cette pièce a été produite par le Théâtre de Coppe en 1980. Résumé : Selon un texte de Fernant Garnier et de Renata Scant. La rencontre onirique d’une dame âgée et d’un enfant errant qui retrouve le chemin du cœur.
- Ricky et Léonne, 4 ans déjà!, 1980-1981, comédie dramatique[23]

Cette pièce a été créée par le Théâtre de Coppe en 1981. Résumé : « Deux artistes de cabaret se confrontent à travers leurs numéros de chansons et de musique. »
- Y est midi Pierrette, 1980, drame[24], Montréal : Éditions de la Pleine lune  (ISBN 2890240088)

Cette pièce a été écrite en 1973. Elle est le point de départ où Delisle a créé des personnages qu’elle réutilisera dans Un reel ben beau, ben triste, dont Pierrette. L’année de son écriture, elle a été mise en scène par Réjean Roy et créée par le Centre Dramatique de Rouyn (CDR).
- Un « reel » ben beau, ben triste, 1980, drame[25], Montréal : Éditions de la Pleine lune (ISBN 2890240088)

Cette œuvre a été écrite en 1976, mais publiée pour la première fois en 1980 par les Éditions de la Pleine lune et une seconde fois par la même maison d’édition en 1994 (ISBN 2890240843). Puis, elle a été traduite en anglais par Martin Bowman et Bill Findlay sous le titre de The Reel of the Hanged Man. 
Dans une ambiance anormale où les passions s’intensifient graduellement, les conditions de vie misérables d’une famille pauvre et recluse au fond d’un rang et sa révolte contre, Tonio, le père despotique qui convoite, Pierrette, sa fille aînée. Cette pièce est inspirée d’une famille que Jeanne-Mance Delisle a connu. Pierrette qui a été la source d’inspiration du personnage de Pierrette existe réellement et a vraiment été victime des avances de son père.

#### Lectures publiques
- En 1977, par le Cead, en coproduction avec le Café-théâtre le Hobbit à Québec
- En 1982, par le Cead, au Théâtre de l’Est Parisien, au Théâtre Les Ateliers de Lyon en France, ainsi qu’au Théâtre Populaire Romand à La Chaux-de-Fonds en Suisse[8]

#### Présentation à la scène
- En 1978, à la création, a été mise en scène par Jean-Pierre Scant et présenté par le Théâtre de Coppe, à Rouyn.
- En 1979, a été mise en scène par Roch Aubert lors de la tournée dans le Nord-Ouest québécois.
- En 1979, a été mise en scène par Olivier Reichenbach et présenté par le Théâtre du Bois de Coulonge à Québec.
- En 1980, a été produite par la Troupe des Clandestins à Valleyfield[14].
- En 1981, a été mise en scène par Olivier Reichenbach et présenté au TNM à Montréal.
- En 1993, a été mise en scène par Denise Verville au La Bordée, à Québec[14],[27].

- L’Ivrognesse, 1985, drame[28], monologue, Montréal : (dans Vingt ans) VLB Éditeur [8]

Ce monologue a été présenté en lecture publique par le Théâtre d’Aujourd’hui, en collaboration avec le CEAD en 1986. Résumé : Une femme, solitaire et ivre de douleur, se débat au milieu de ses souvenirs.
- Un oiseau vivant dans la gueule, 1987, drame[29], Montréal : Pleine Lune  (ISBN 2890240533)

Cette œuvre a été traduite en anglais par Yves Saint-Pierre sous le titre A live bird in its jaws.  (ISBN 0921833237). Elle a été produite par le Théâtre du Coppe en 1987. Puis, elle a été jouée au Théâtre de Quat’Sous en 1990. Résumé : Trois personnages enfermés tentent de résoudre l’équation du trois, de l’éternel triangle, dans une maison bâtie au milieu des vents dont la musique fascinante érotise les présences jusqu’au vertige. À travers une mise en abîme, le personnage féminin et les deux hommes mettent à nu une relation amoureuse ardente et dévastatrice. 
- La femme d’un bûcheron, 1989, monologue, Éditeur : ADEL inc., 2005, www.adelinc.qc.ca[30]

Ce monologue était une commande pour le Musée de la Civilisation à Hull. Résumé : À sa fenêtre, une femme exulte son amour adultérin.
- Singapour Sling, 1989, comédie dramatique[31]

Cette pièce a été produite pour la première fois par Le Duo Lortie – Pomerleau en 1989. Jacques Tessier a collaboré pour les paroles et la musique de la chanson. Résumé : Pièce en un acte contenant des éléments de cirque. Deux femmes ivres arrivent sur le lieu d’un cirque. À l’ombre de la tente, elles se préparent au souper. L’esprit gouailleur du vin et de l’errance s’installe avec elles et les entraîne dans le lieu de la splendide illusion.

The Reel of the Hanged Man (version anglaise de Un « reel » ben beau, ben triste), 2000, drame, a été présenté en tournée en Écosse.

### Scénarios
- L'Hiver bleu, 1979, Réalisation : André Blanchard - Cinak[33]
- Un séminariste et son péché, 2013, photoroman – Rouyn-Noranda : Éditions du Quartz  (ISBN 9782924031117) [34]

## Distinctions
- Bourse de perfectionnement du Conseil des Arts du Canada - 1974-1976[8]
- Prix littéraire de l'Abitibi-Témiscamingue pour sa pièce Un « reel » ben beau, ben triste - 1979[27]
- Bourse du ministère des Affaires culturelles du Québec - 1980[8]
- Prix du Gouverneur général du Canada pour Un oiseau vivant dans la gueule  dans la catégorie "théâtre" - 1988[27]
- Grand Prix de la prose du Journal de Montréal, pour ses Nouvelles d'Abitibi - 1991[27]
- Prix de la création artistique en région pour l'Abitibi-Témiscamingue - 2001[35]
- Lauréat du Fonds des arts et des lettres de l’Abitibi-Témiscamingue (discipline : littérature) - 2006[36]
- Le prix Hervé-Foulon pour le roman La bête rouge, publié en 1996 - 2022[37]